# Craspedisia longioembolia
Craspedisia longioembolia is een spinnensoort in de taxonomische indeling van de kogelspinnen (Theridiidae).
Het dier behoort tot het geslacht Craspedisia. De wetenschappelijke naam van de soort werd voor het eerst geldig gepubliceerd in 2003 door Chang-Min Yin et al..